# Sadiyat
Sadiyat és una illa de l'emirat d'Abu Dhabi situada just a la punta nord-est d'Abu Dhabi (ciutat), de les illes adjacents de la qual està separada pel canal de Bishum. Mesura uns 5 km de llarg per uns 3,5 d'ample, però amb una llengua de terra que es perllonga cap al nord-est uns 3 km, on l'amplada és d'entre 400 i 150 metres. La superfície és de 20 km². La seva punta nord-est està propera a la punta occidental de l'illa Balghelam.
És una illa sorrenca amb dunes d'arena mòbils i dunes fòssils i amb extenses àrees de sabkhat (llacuna salada) a la part sud-oriental. La vegetació és heliòfila amb manglars a les costes. Les parts menys visitades de l'illa acullen colònies d'ocells com el xatrac Sternula saundersi, el corriol camanegre (Charadrius alexandrinus) i ocells migratoris. A Sadiyat també hi ha pelicans vulgars i xibecs cap-rojos. A les aigües de la rodalia s'observen dofins (Sousa chinensis).
La part septentrional de l'illa s'ha desenvolupat com a zona industrial i està planificada una zona franca i centre financer.